# Habenaria arianae
Habenaria arianae är en orkidéart som beskrevs av Daniel Geerinck. Habenaria arianae ingår i släktet Habenaria och familjen orkidéer. Inga underarter finns listade i Catalogue of Life.